# Бабаликашвили, Нисан Израилевич
Ниса́н Изра́илевич Бабаликашви́ли (Нисан-Иехезкель; груз. ნისან ბაბალიკაშვილი; ивр. ניסן יחזקאל בבליקשווילי‎;  7 апреля 1938 — 10 мая 1986) — советский филолог, лингвист, семитолог и библеист.

## Биография
Родился в семье раввина Израиля Аароновича Бабаликашвили в Тбилиси, кроме него в семье были ещё дочери Хая, Рива и сын Иосиф. Отец обучил всех детей ивриту; они владели также грузинским, русским и армянским языками. В 1964 году окончил факультет востоковедения Тбилисского государственного университета. Еще будучи студентом, начал преподавать иврит в Тбилисском университете. С 1967 года сотрудник Института востоковедения Академии наук Грузии. 
С 15 марта 1972 года Бабаликашвили — кандидат филологических наук, он защитил диссертацию на тему «Еврейские эпиграфические надписи в Грузии (XVIII—XIX вв.)». Профессор Георгий Антелава вспоминал, что диссертация Бабаликашвили была блестяще защищена и получила положительные оценки многих авторитетных семитологов.
Его главный труд посвящён исследованию еврейских эпиграфических памятников Грузии. В работе опубликована и прокомментирована 101 надпись из разных уголков Грузии.
Также изучал надписи горских евреев и караимскую эпиграфику Крыма.
Автор переводов с иврита на грузинский книг Библии: Екклесиаст, Песня песней, Плач Иеремии, Товит, Книга пророка Ионы. Переводил на грузинский язык стихи поэта Александра Пэнна и прозу Шмуэля Йосефа Агнона. Участвовал в создании Грузинской энциклопедии. Всего издано около тридцати работ Бабаликашвили, его труды издавались на русском, грузинском языках, а также на иврите.
В 1974 году Бабаликашвили посетил Государство Израиль, где его пригласили выступить в университете и по радио. После этого советские власти больше не выпускали его за границу, несмотря на приглашения на научные конференции. Принимал участие в работе полулегальной московской Еврейской историко-этнографической комиссии.
Своей семьи не имел, жил с матерью и племянником (сыном рано умершего брата Иосифа). Умер от рака.